# メディーバル ローズ 〜中世都市建国〜
『メディーバル ローズ 〜中世都市建国〜』（メディーバル ローズ ちゅうせいとしけんこく、Medieval Lords: Build, Defend, Expand）は、フランスのコンピュータゲーム開発・販売会社Monte Cristo(fr,en)によるWindowsパソコン用シミュレーションゲームである。日本語版はズーより発売された。

## 概要
当初は『Medieval Lords：Kingdom Under Siege』の仮称で2004年3月24日に発表され、同年10月22日に『Medieval Lords: Build, Defend, Expand』として欧州版、翌2005年11月24日に北米版が発売された。日本では2005年7月22日にゲーム内文章全てを邦訳して『メディーバル ローズ 〜中世都市建国〜日本語版』として発売、さらに2007年8月24日には『Best Selection of GAMES メディーバル ローズ 〜中世都市建国〜日本語版』と題する廉価版を発売した。これと相前後してインターネットのダウンロード販売サイトにおいても、まず2007年6月8日よりDMM.comにて独占先行販売を開始、2008年8月27日よりベクター他での販売を開始した。全体の売り上げ本数は定かでないものの、先行ダウンロード販売されたDMM.comの年間ランキングでは2007年に第2位、2008年に第4位を記録した他、ベクターのレビューに於けるズーのコメントでは「ダウンロード版としては『創世記1503 ゴールド』に次ぐ人気タイトル」という。
フル3DCGで描かれた中世ヨーロッパ風の架空の土地を舞台に、プレイヤーが領主となって集落を築いて都市へと発展させ、外敵から領民を守りつつ、時には他勢力に属する周辺都市を制圧してステージ毎に定められた目的の達成を目指す箱庭ゲーム（ミニスケープ）である。軍事的側面を持つリアルタイムストラテジーでもあるが、後述の通り軍隊の運用は簡略化され、生産の概念を持たず、資金収支・人口増加・資源としての土地という3要素の均衡とそこから生じる戦争を再現することに重点を置いた設計で、建物の機能や配置法に他の都市建設シミュレーションゲームではあまり見られない特徴を持つ。また、通常は斜め見下ろし画面だが、視点を地面と平行にして集落を近くから見渡すことができる「一人称視点」も搭載する。ゲームモードはそれぞれ目的の異なる全8ステージから成る「キャンペーン」、他のユーザーなどが作成した単独シナリオを読み込んで遊ぶ「シナリオ」の2つの他、自分でゲームの舞台を設計する「エディタ」を搭載する。

## ゲームシステム

### 都市建設

#### キープ
ゲームを開始すると、まず「キープ」(Keep)を配置する。キープは兵士を配備して周辺領民に「安全」効果を与え、食料を備蓄し配給する役割を持つ中心施設であると同時に、とりわけゲーム上に1つだけ王冠を付される「メインキープ」は、敵に占拠もしくは破壊されると即座にゲームオーバーとなる最重要施設でもある。メインキープは最初に設置されたキープに設定されるが、必要に応じて新たなキープに移すこともできる。キープは最初、木造の小屋だが、ゲームが進んで「テクノロジー」レベルが上がると木の塔から石造りの塔へと変貌する。

#### 領民管理
領民を集落に住まわせるには、地図上で他勢力の支配下に無い既存の「家」を道によって自分のキープと繋ぐか、新たな家を設置しなければならない。家に住み始めた領民は以下に述べる6分野の要求を持ち、これらのうち最も低い充足度の値によって生活レベルが1〜9と変化、それに応じた税金を領主（プレイヤー）に納める。家は最初10人が居住できるが、生活レベルが向上すると建物が変化してより多くの領民を収容できるようになる。
水
飲料水や生活用水の需要を表し、家を海や湖などの水場付近に設置するか、井戸を設置することで満たされる。
食料
文字通り食料の需要を表し、畑や牧場、釣り小屋といった食糧供給施設を設置することで満たされる。
安全
治安や防衛上の安心感を表し、家をキープの近くに設置するか、塔や城壁などの軍事施設を設置することで満たされる。
安らぎ
信仰による心の安らぎを表し、教会などの宗教施設や、像を設置することにより満たされる。
健康
医療や衛生環境を表し、病院や魔女の家など医療・衛生施設の設置によって満たされる。
余暇
娯楽的な要求を表し、居酒屋などによって満たされる。

#### 建物・農地配置の特徴
都市建設面の大きな特徴として、建物の設置角度や農地の形状における自由度の高さが挙げられる。家その他の建物はキープに繋がる道に接する限りどの様な角度でも設置でき、例えばキープや井戸を中心とする円形の集落が容易に形成できる。一方、このゲームにおける農地は定形ではなく、地面に対して閉路グラフを描く要領で多角形の農地を作ることができる。これにより自然な海岸線や起伏を持つ地形に対して無駄の無い効率的な都市設計を行うことが出来る。農地は面積によって必要な労働人口と収穫高が変化する。

#### 施設機能の特徴
このゲームでは、例えば小麦から小麦粉を生成してパンに加工したり、鉄鉱石を精製して武器を製造する、といった生産・加工の概念が無く、各施設は専ら上述した領民の要求を直接満たしたり、領土防衛の機能のみを持つ。例外として石工など「テクノロジー」レベルを向上させる施設があり、これ自体は領民に何の効力も及ぼさない代わりに、それを配置することでさらに高度な建物を設置できる様になる。それらテクノロジーレベル関連施設は一定の条件を満たせば建設できるが、シナリオによっては地図上の他の勢力が保有している施設を奪わねばならない場合もある。いずれの施設も配置時の建設費以外に稼動させると毎月一定の維持費が必要で、施設を休止させれば維持費は必要ないが当該施設の対領民効果も一時的に失われ、休止中の施設は徐々に損傷するので再稼動時に修理費がかかったり、休止のまま放置すると自壊してしまう。加えて、領民のある要求に対しては効果が高い一方で他の要求に逆効果になる建物もあり、例えば健康を大きく向上させる「魔女の家」は安らぎを減少させるため、領民に悪影響を及ぼさずに生活レベルを向上させるべく配置する必要がある。

### 戦闘

#### 軍備
軍隊は、歩兵と騎兵の2種類があり、1部隊50人で編成される。いずれも集落近くに設置したそれぞれの訓練施設で召集できるが、生産活動に携わらない余剰の領民を必要とし、召集可能な部隊数は都市規模に依存する。歩兵はキープや塔、城壁などの防御施設に配備して付近を警戒したり、敵キープを占拠して村や都市を降伏させることができる。騎兵は歩兵よりも素早く移動して攻城兵器や敵の防衛施設を攻撃するのに効果がある。

#### 敵
プレイヤーの敵勢力は、大きく以下の3種に分けられる。
盗賊・山賊
集落を作らずテントの野営地を拠点とする敵。一定時間ごとに支配領域を拡大し、それがプレイヤーの領域に重なるか、そこにプレイヤーの軍勢が侵入すると襲ってくる。
バイキング
海周辺を舞台とする一部ステージに登場する敵で、海賊として扱われる。ゲーム中、一定時間毎にプレイヤーに金を要求し、それを拒むと船を連ねて攻めてくる。他の敵と違いマップ内に拠点を持たないので、プレイヤーが拠点を制圧して侵攻を防ぐことは不可能である。
他の集落・領主領
ゲーム開始時にマップ内に既に存在する集落や要塞都市。領土を拡張して開発したりせず、プレイヤーを先制攻撃することもあまり無いが、ステージの目的達成に必要なテクノロジーを保有しており間接的な攻略目標となる場合が多い。

#### 戦争の手順
このゲームでの領土は、プレイヤーは緑色、盗賊などは赤色、その他の勢力は様々な色の境界線によって示される。プレイヤーまたは敵の軍隊が互いの領土に踏み込んで野営地を築いたり、または盗賊の拡大した領域がプレイヤーの領域に差し掛かると「宣戦布告」したと看做され、「神の休戦」と称する準備期間が経過した後に戦闘開始となる。「神の休戦」は現実の時間で60秒程度ありゲーム画面上でカウントダウンされるが、この時間内に増援を動員したり、防衛施設や攻城兵器を建設することができる。なお、このゲームにおける攻城兵器は石弓や投石機など数種類あるが、全て配置位置から動かせない固定砲台として位置づけられる。
「神の休戦」が終わると互いの軍勢が動き出し交戦が始まるが、プレイヤーは戦闘に直接介入することができず、途中の抵抗を排除しながらメインキープを狙って進撃する攻撃側と、それを撃退すべく抵抗する防衛側の戦闘が自動的に展開される。つまり、このゲームに於ける戦争は互いの動員部隊数と防衛側の配置、攻撃側の初期配置及び増援の有無によって決着する。プレイヤーが敵の村や都市を攻撃してキープを陥落させた場合、その村や都市は即座に降伏してプレイヤーの領土と化す。